# Двадесетпета египатска династија
Двадесетпета египатска династија, такође позната и као Нубијска династија, владала је Египтом током Трећег прелазног периода тј. од 760. до 656. године п. н. е. 

## Историја
Око 770. године појављује се породица у Саису која је истакла своје право на престо. Себе су називали „великим вођама Либуа“. Од 727. године п. н. е. они су започели Двадесетчетврту Манетонову династију. Године 715. ову династију сменила је Двадесетпета египатска династија. Чинили су је нубијски владари из Напате. Познат је поход владара Пија на север Египта. Овај поход положио је темеље нубијске владавине. Пије је напао и опсео Хераклеополис. Након пада Хераклеополиса, многи становници прешли су на Пијеву страну. Пије је стигао до Мемфиса и након његовог освајања се повукао натраг у Напату. Не постоје докази да се икада вратио у Египат. Период од 715. до 671. године обележен је чврстом контролом Нубијаца над Египтом. Потом су уследили асирски нападу на Египат. Судећи по описима нубијског периода, многи локални владари задржали су своје положаје. Међутим, сада су били вазали напатског краља са обавезом плаћања трибута и слања радне снаге у Нубију. Асирско освајање Египта представља резултат експанзије Асирског краљевства у 7. веку п. н. е. Први напад на Египат извршио је асирски краљ Асархадон 674. године п. н. е. Он је завршен неуспехом. Тек 671. године Асирци освајају Мемфис и територију источне Делте. Асархадон је умро 669. године п. н. е. Кушитски владар Тахарка поново заузима Мемфис. Нови поход повео је асирски краљ Асурбанипал. Он је 667. године поразио Тахарку и поново успоставио контролу над Мемфисом. Тахарка бежи и организује нови покушај напада на Мемфис. Асурбанипал 664. године п. н. е. поново шаље војску у Египат. Асирска војска гонила је напатског краља до Тебе која је освојена и опљачкана. Тиме је окончана владавина Двадесетпете египатске династије и трећи међупериод. 